# Megan Young
Megan Lynne Young (Alexandria, 27 febbraio 1990) è una modella, attrice e conduttrice televisiva filippina incoronata Miss Mondo nel 2013.

## Biografia
Megan Young ha vinto il titolo di Miss Mondo Filippine nel 2013 e successivamente è stata incoronata Miss Mondo 2013 a Bali, in Indonesia
Megan Young è la prima rappresentante delle Filippine a vincere il titolo. In passato aveva avuto svariati ruoli da attrice o conduttrice in alcune produzioni televisive della ABS-CBN.